# Neues Schloss Oberdiessbach

Das Neue Schloss Oberdiessbach ist ein Schloss in Oberdiessbach, Kanton Bern, Schweiz.

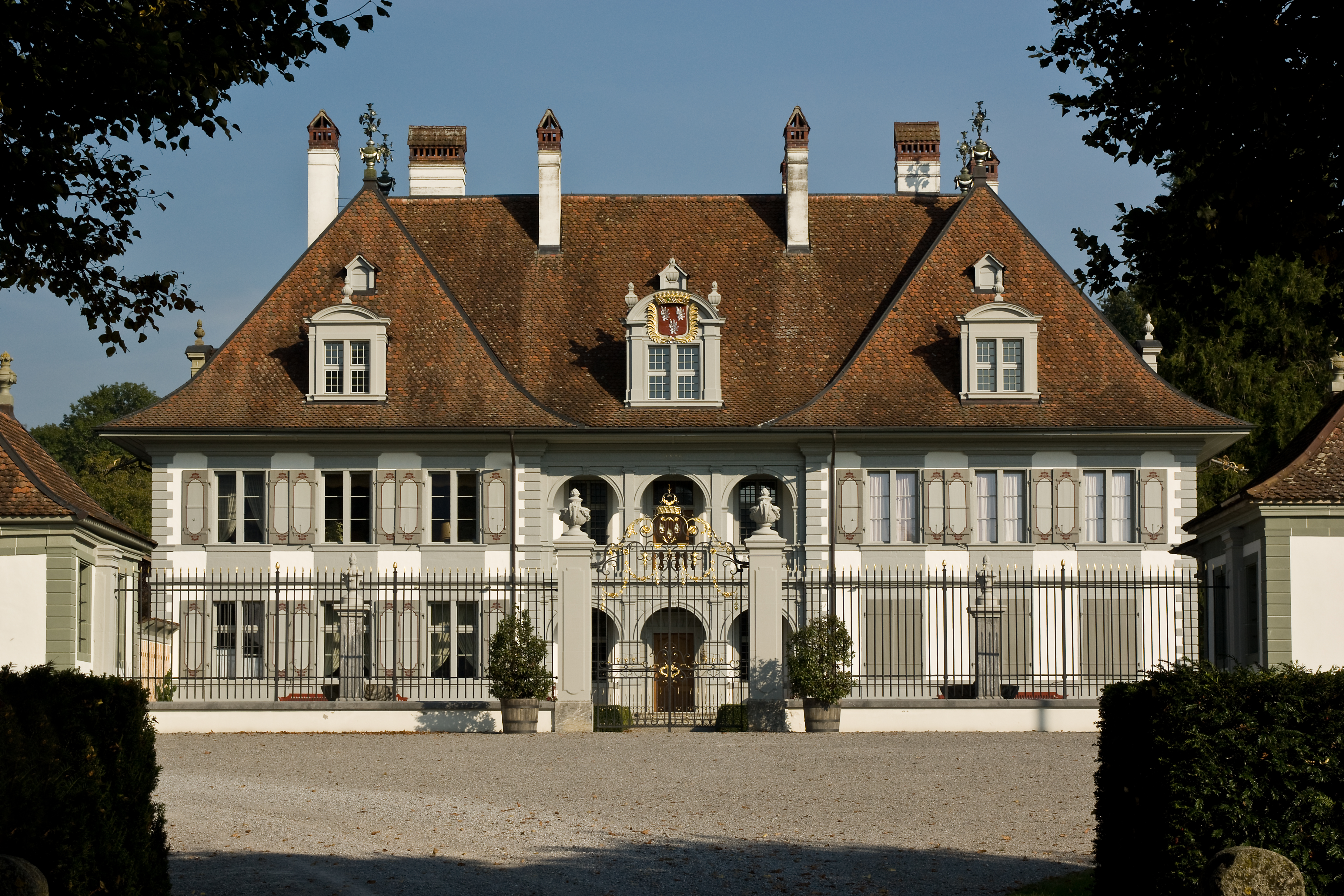
Neues Schloss Oberdiessbach

## Geschichte

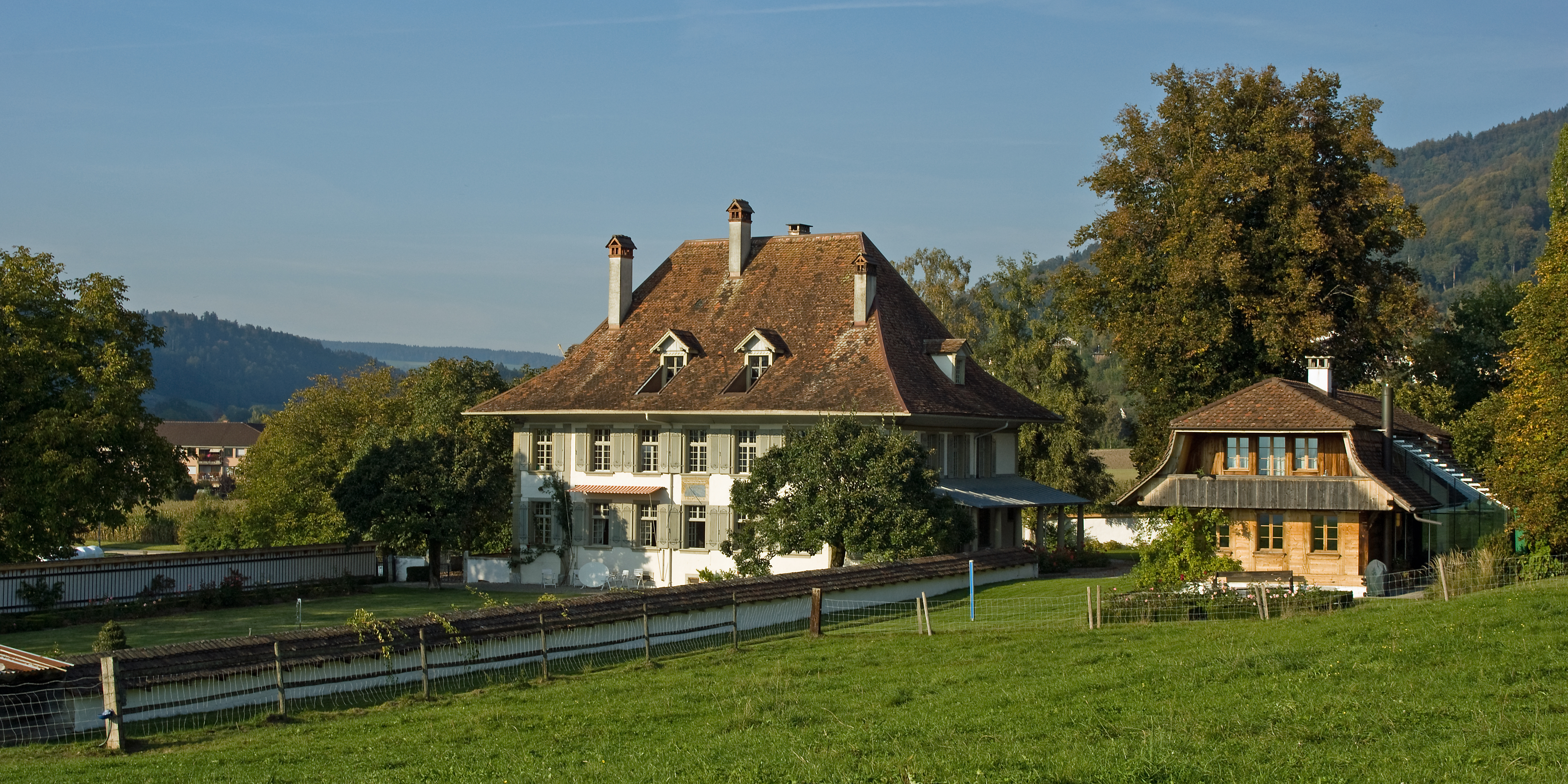
Landsitz Diessenhof

Es wurde wenige Meter südlich des 1546 erbauten Alten Schlosses, das seit 1647 im Besitz der Familie von Wattenwyl war, als Landsitz im Stil der späten französischen Renaissance von 1666 bis 1668 für Albrecht von Wattenwyl (1617–1671), einen Oberst in französischen Diensten unter König Ludwig XIV., errichtet und ist immer noch im Besitz der Familie von Wattenwyl.
Architekt des von 1666 bis 1668 erbaute Schloss war Jonas Favre aus Neuenburg.
Der Mitteltrakt besitzt ein hohes Walmdach, lange Schornsteine und Loggien. Den Anblick des Schlosses mit syne stolze Bogefänschter, de schöne Gitter und de Chemi, wo wie chlyni Türm usem mächtige Dach ufgwachse sy schildert Rudolf von Tavel in seinem berndeutschen Roman Der Frondeur. Vor der Hauptfassade liegt ein Barockgarten mit einem schmiedeeisernen Tor im Régence-Stil, zu dem Alleen mit einer Gesamtlänge von 1 km führen. Die Inneneinrichtung des Schlosses aus der Bauzeit wurde im späten 18. Jahrhundert durch Gobelins ergänzt.
Das Schloss Oberdiessbach ist der erste rein französisch geprägte Landsitz im Kanton Bern und gilt als das wichtigste Werk des bernischen Profanbaus im mittleren 17. Jahrhundert.
Um 1728 entstand der Landsitz Diessenhof für einen Seitenzweig der Familie; beide Sitze blieben im Eigentum der von Wattenwyl.

## Preise
- 2002: Schulthess Gartenpreis des Schweizer Heimatschutzes

## Bibliographie
- Jürg Schweizer (dir.), Armand Baeriswyl, Hans Braun, Georges Herzog, Barbara Studer Immenhauser, Die Schlösser in Oberdiessbach, Schweizerische Kunstführer, Serie 104/1033, Gesellschaft für Schweizerische Kunstgeschichte 2018, ISBN 978-3-03797-367-7, 100 S.